# Celeste
För andra betydelser, se Celeste (olika betydelser).

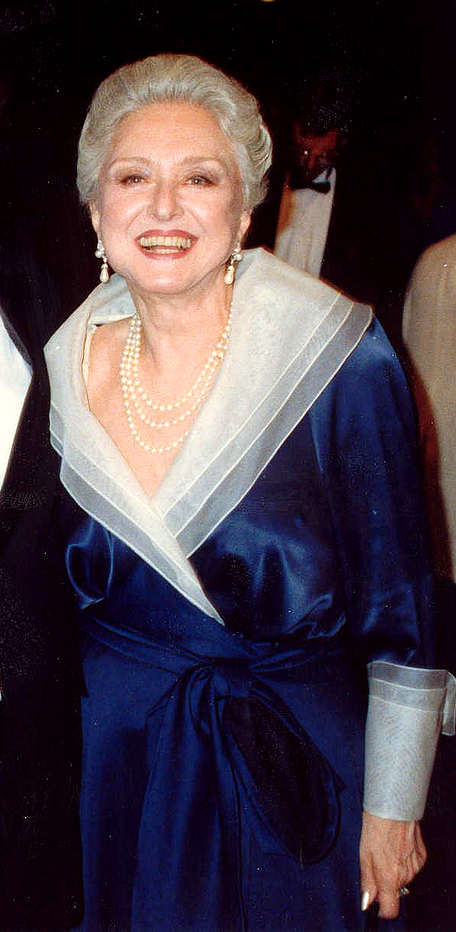
Celeste Holm

Celeste är ett latinskt kvinnonamn som är bildat av ordet caelum som betyder himmel. En variant av namnet är Celesta.
Den 31 december 2014 fanns det totalt 294 kvinnor folkbokförda i Sverige med namnet Celeste, varav 108 bar det som tilltalsnamn.
Namnsdag: 10 januari

## Personer med namnet Celeste
- Céleste Bulkeley, fransk soldat under franska revolutionen
- Celeste Holm, amerikansk skådespelare

## Fiktiva personer med namnet Celeste
- Celeste, elefanten Babars hustru i Jean och Laurent de Brunhoffs barnböcker